# جایگزین گناهکاران
جایگزین گناهکاران (به انگلیسی: Substitutionary atonement) مفهوم مهمی در مذاهب مسیحیت است . بسیاری از مسیحیان معتقدند که عیسی در عوض گناهکاران مصلوب شد؛ او جایگزین بود، به این معنی که او به جای گناهکاران مجازات را پذیرفت تا بدین شکل کفاره گناهان انسان توسط خداوند بخشیده شود.